# Pakabsidia schmidti
Pakabsidia schmidti is een keversoort uit de familie soldaatjes (Cantharidae). De wetenschappelijke naam van de soort werd in 2006 gepubliceerd door Kopetz.